# La Ojeda

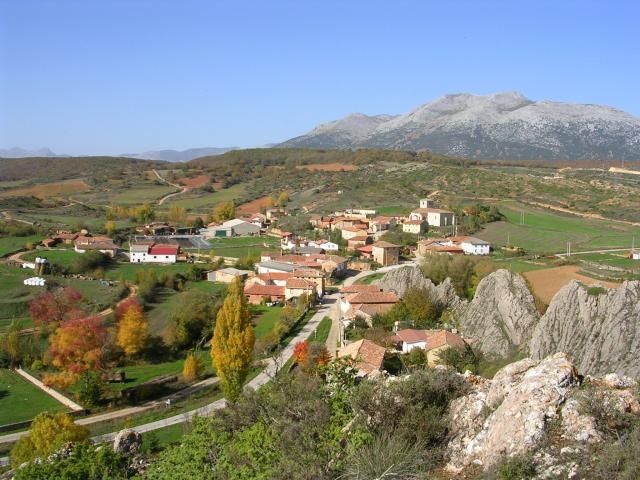
Vista del pueblo de Colmenares, con el río Burejo a la izquierda de la imagen, entre árboles, y las primeras estribaciones de la Montaña Palentina al fondo. Típico paisaje de la comarca, a medio camino de las llanuras castellanas y el piedemonte cantábrico.

La Ojeda es una comarca natural e histórica de la provincia de Palencia, en la comunidad autónoma de Castilla y León, España.

## Geografía
La comarca se encuentra situada en el norte de la provincia de Palencia. Su territorio se reparte principalmente entre los valles de los ríos Boedo y Burejo, actuando este último como cuenca principal donde confluyen múltiples arroyos y riachuelos que, a su vez, forman valles secundarios.
Orográficamente, La Ojeda forma un territorio de transición entre las llanuras de Tierra de Campos, al sur, y la Cordillera Cantábrica, cuyos primeras cumbres aparecen como un murallón rocoso hacia el norte de la comarca. Las poblaciones se asientan generalmente al abrigo de los valles fluviales, disfrutando muchas de ellas de amplias vegas. El paisaje está definido por suaves ondulaciones del terreno, que se hace más agreste y accidentado hacia el norte; abundan los cultivos de cereales y algunos de regadío, como la muy apreciada patata o los ajos. La vegetación arbustiva cubre principalmente las riberas de los ríos, aunque hay amplias zonas boscosas de pino, encina y, más al norte, roble.
El clima es de tipo mediterráneo continentalizado. Los inviernos son largos y fríos, con heladas frecuentes y abundantes precipitaciones. El verano, muy corto, es la estación seca, con temperaturas frescas debido a la cercana presencia de las montañas. Podría decirse que, en cuanto a clima, la comarca sigue las pautas del clima de la meseta castellana, pero suavizado por la mayor humedad y unos valores termométricos no tan extremos.

## Localidades que la integran
Alar del Rey, Amayuelas de Ojeda, Báscones de Ojeda, Berzosa de los Hidalgos, Colmenares, Cozuelos de Ojeda, Cubillo de Ojeda, Dehesa de Montejo, Dehesa de Romanos, Herrera de Pisuerga, La Vid de Ojeda, Micieces de Ojeda, Moarves de Ojeda, Montoto de Ojeda, Olmos de Ojeda, Payo de Ojeda, Perazancas, Pisón de Ojeda, Prádanos de Ojeda, Quintanatello de Ojeda, San Andrés de Arroyo, San Pedro, Santibáñez de Ecla, Vega de Bur, Villabermudo, Villaescusa de Ecla, Villavega de Ojeda y Zorita del Páramo.

## Patrimonio Histórico-Artístico

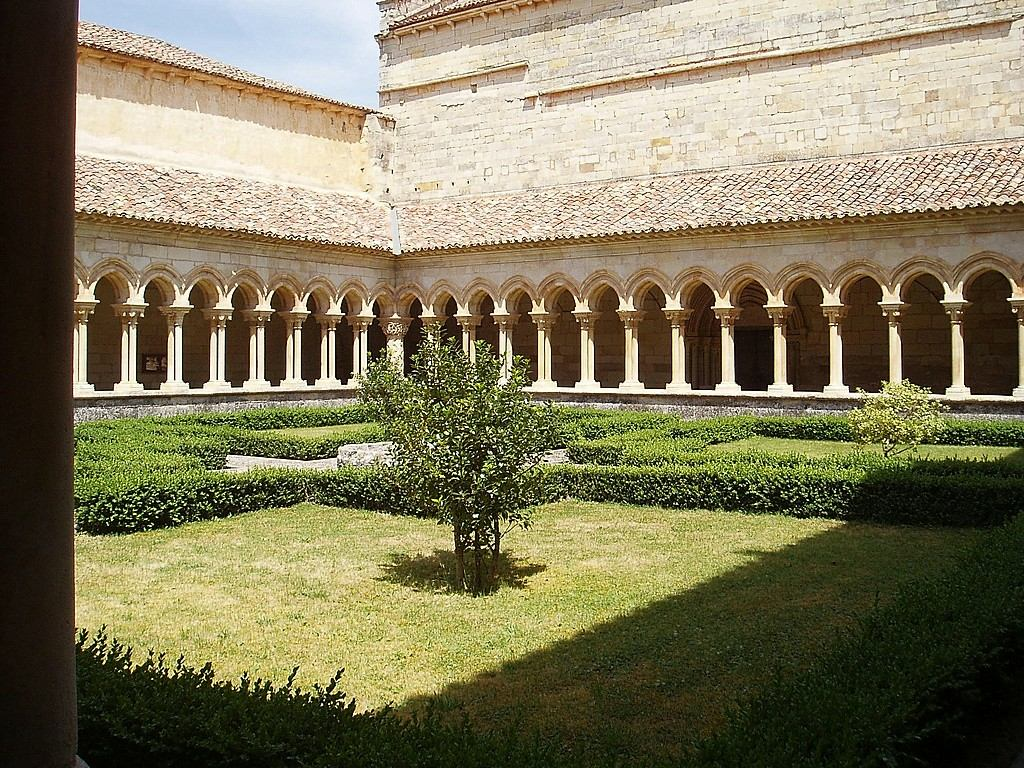
Claustro del monasterio de San Andrés de Arroyo. Esta casa religiosa fue durante muchos siglos uno de los centros de poder de la comarca, gracias a la protección que le dispensaron varios monarcas castellanos.

La comarca alberga un importante conjunto patrimonial, sobresaliendo algunos notables ejemplos de arte Románico entre los más destacados no sólo de la provincia, sino de toda la comunidad castellanoleonesa. Dos centros monásticos pertenecientes a este estilo polarizan el interés:
- El monasterio de San Andrés de Arroyo, uno de los más sobresalientes del Císter en el reino de Castilla, fue auspiciado por el monarca Alfonso VIII. Son muy importantes la iglesia, la sala capitular y el claustro, uno de los más bellos de España. Fue un centro irradiador del estilo Románico cisterciense en la zona, llegándose a hablar de una tipología escultórica denominada andresina. Actualmente, sigue ocupado por una comunidad religiosa.

- El antiguo monasterio de Santa Eufemia de Cozuelos fue casa de las religiosas Comendadoras de Santigo, comenzándose a levantar en el siglo XII. Su iglesia es uno de los ejemplos más puros del Románico castellano, aunque es de lamentar que, al trasladarse la comunidad a Toledo en el siglo XVI, muchas de las dependencias, como el claustro monacal, sufrieran ruina y se perdieran, aunque quedan restos suficientes para hacerse una idea de su antiguo esplendor.

Junto a estos ejemplos, casi todos los pueblos conservan, en mayor o menor medida, algún resto románico. Entre ellos, son destacables:
- El conjunto de Perazancas, formado por la iglesia parroquial, con valiosa portada y original ábside, y la ermita, a las afueras del pueblo, siendo ésta uno de los ejemplos más primitivos del Románico en Palencia (siglo XI), con influencias lombardas. Conserva unos interesantes restos pictóricos en el interior, de la misma época.

- La iglesia de Moarves de Ojeda posee una de las portadas más llamativas del Románico rural español. Además de esta espectacular entrada, alabada incluso por Miguel de Unamuno, el templo conserva una pila bautismal y dos Vírgenes datadas en el siglo XIII.

- La iglesia de San Lorenzo de Zorita del Páramo es otro interesante ejemplo, destacando su portada, su unitario interior y el magnífico ábside. Conserva, reaprovechadas en una portada plateresca, las esculturas de un antiguo apostolado románico.

- La iglesia de Villabermudo de Ojeda muestra, a pesar de haber sido modificada en épocas posteriores, sus líneas románicas primitivas. Sobresale la cabecera, restaurada recientemente.

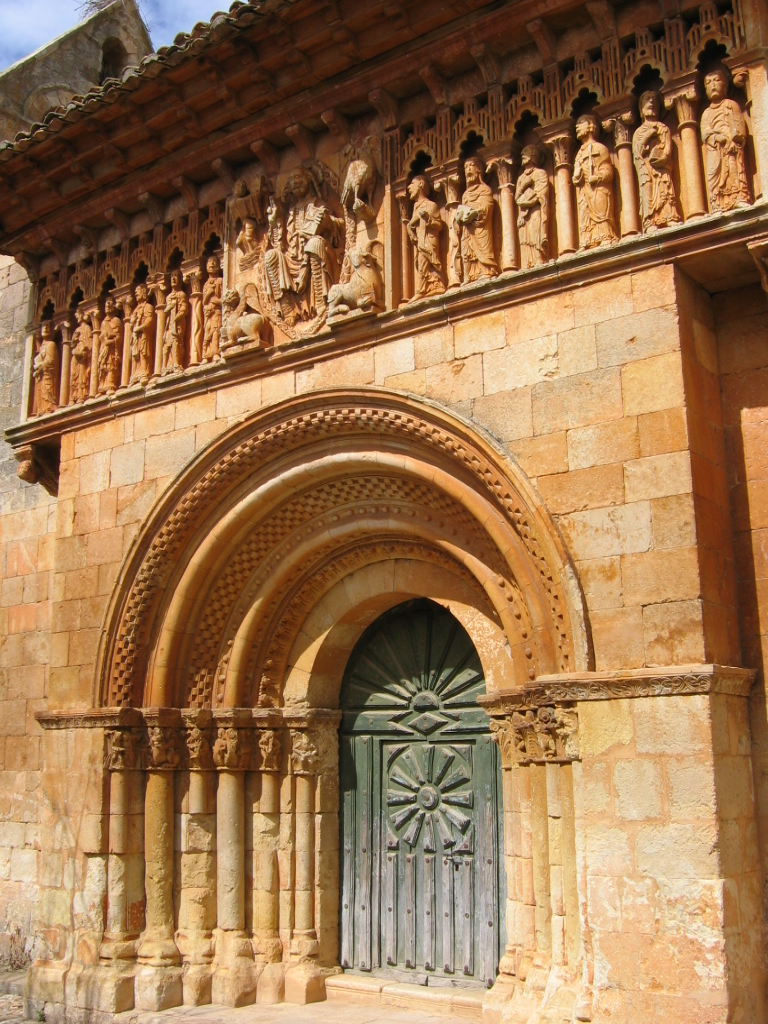
Detalle de la portada de la iglesia de Moarves. La Ojeda se precia de contar con algunos de los ejemplares más destacados del Románico palentino.

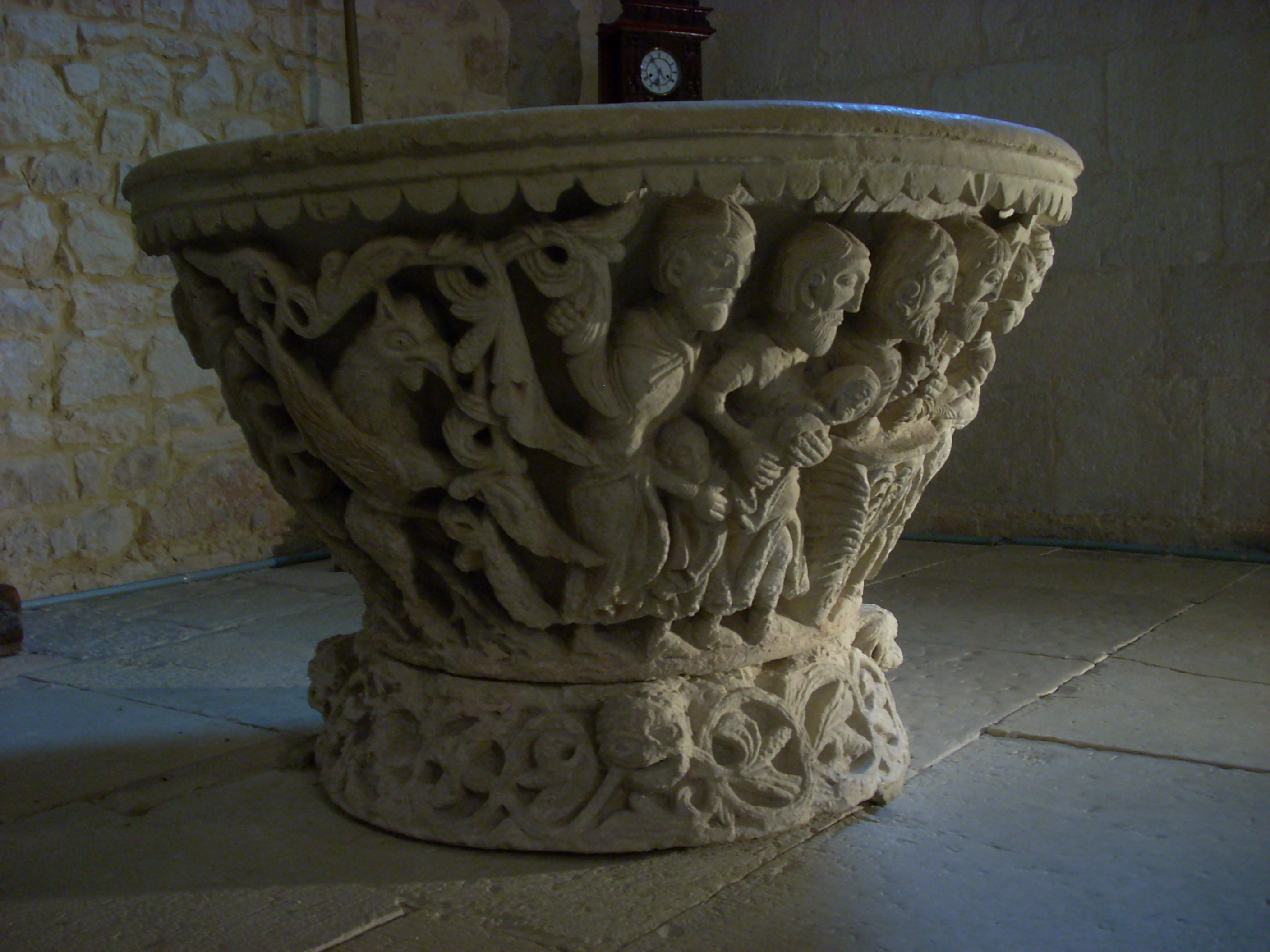
Pila bautismal románica de Colmenares de Ojeda.

- La iglesia de Santa Eugenia de Dehesa de Romanos conserva interesantes vestigios románicos, comenzando por la portada, cuyos batientes muestran aún las antiguas alguazas, y los capiteles primorosamente tallados del interior.

- El cementerio de Vega de Bur, situado fuera del casco urbano, aprovecha el solar de la iglesia de un antiguo despoblado, quedando como testimonio una bellísima portada románica.

- La iglesia parroquial de Colmenares fue totalmente reconstruida en el siglo XVI a partir de su antecesora románica. De esta última quedó la pila bautismal, datada en el siglo XII y ornamentada con diversas escenas en bajorrelieve, excelente ejemplo de la plástica románica.

Restos de un Románico más modesto y rural pueden verse también en Cubillo, Montoto, Pisón, Olmos y Quintanatello. En este último lugar existió una ermita, hoy desaparecida, cuya portada románica puede admirarse, reconstruida, en la catedral de Palencia.
Además de este conjunto, que constituye la muestra más valiosa del patrimonio de la zona, hay ejemplos de otras épocas y estilos artísticos. Algunos de ellos son:
- La iglesia parroquial de Cozuelos de Ojeda, monumental templo Gótico-renacentista, alberga un rico patrimonio mueble, presidido por el excelente retablo mayor, de la escuela de Francisco Giralte, restaurado recientemente. Enfrente de la iglesia se conserva un conjuradero de nublos, curioso espacio de interés antropológico y etnográfico.

- La iglesia de Nuestra Señora de la Asunción de La Vid de Ojeda es un monumental edificio renacentista. Exhibe un retablo mayor de principios del siglo XVII en madera sin policromar, y un excelente Calvario, gótico del siglo XIII.

- La iglesia de Vega de Bur, aun conservando restos románicos, es sustancialmente gótica. Destaca una original ventana de tracería calada en la cabecera del edificio, y su portada.

- La iglesia de San Fructuoso de Colmenares pertenece al Gótico tardío, estando datada en el siglo XVI. Antecede al edificio un majestuoso pórtico de aire renaciente. La portada es gótica. En el interior se conservan algunas imágenes renacentistas y barrocas, como un excelente Niño Jesús del siglo XVIII.

Muchas de las localidades conservan también edificios de uso civil, algunos de ellos gran interés arquitectónico, etnográfico o artístico. Destacan algunos ejemplares en Cozuelos, Perazancas, Olmos, Vega de Bur,
Moarves y Colmenares.